# Nauny
| n · G1 · Z2ss | n · Z4 · M17 · M17 | B1 |

| n · G1 · Z2ss | n · Z4 · M17 · M17 | B1 |

Nauny o Nany (en antiguas lecturas: Entiuny) fue una princesa egipcia durante la XXI dinastía, probablemente hija del sumo sacerdote, y después faraón Pinedyem I. El nombre de su madre, Tentnabekhenu solo se conoce por el papiro funerario de su hija.
Sus títulos, conocidos por estar inscritos en su ajuar funerario, eran Hija del Rey de su cuerpo, Cantante de Amón, Señora de la Casa. Este título es mencionado en una estatuilla de Osiris de su equipo funerario. Probablemente fue hija de Pinedjem porque fue enterrada en Deir el-Bahari, un sitio de entierro popular para la familia real de este periodo, cercano a Bab el-Gasus, el cual era también un sitio de entierro popular, para sacerdotes del templo amoniano; además, otra hija de Pinedjem, Henuttawy y su probable nuera Djedmutesankh fueron enterradas cerca y la momia y ataúdes de Henuttawy muestran grandes similitudes con los de Nauny. La madre de Nauny, Tentnabekhenu, es también llamada  Hija del Rey en su Libro de los Muertos. No está claro si Tentnabekhenu era una hija de Herihor o posiblemente un rey tanita.

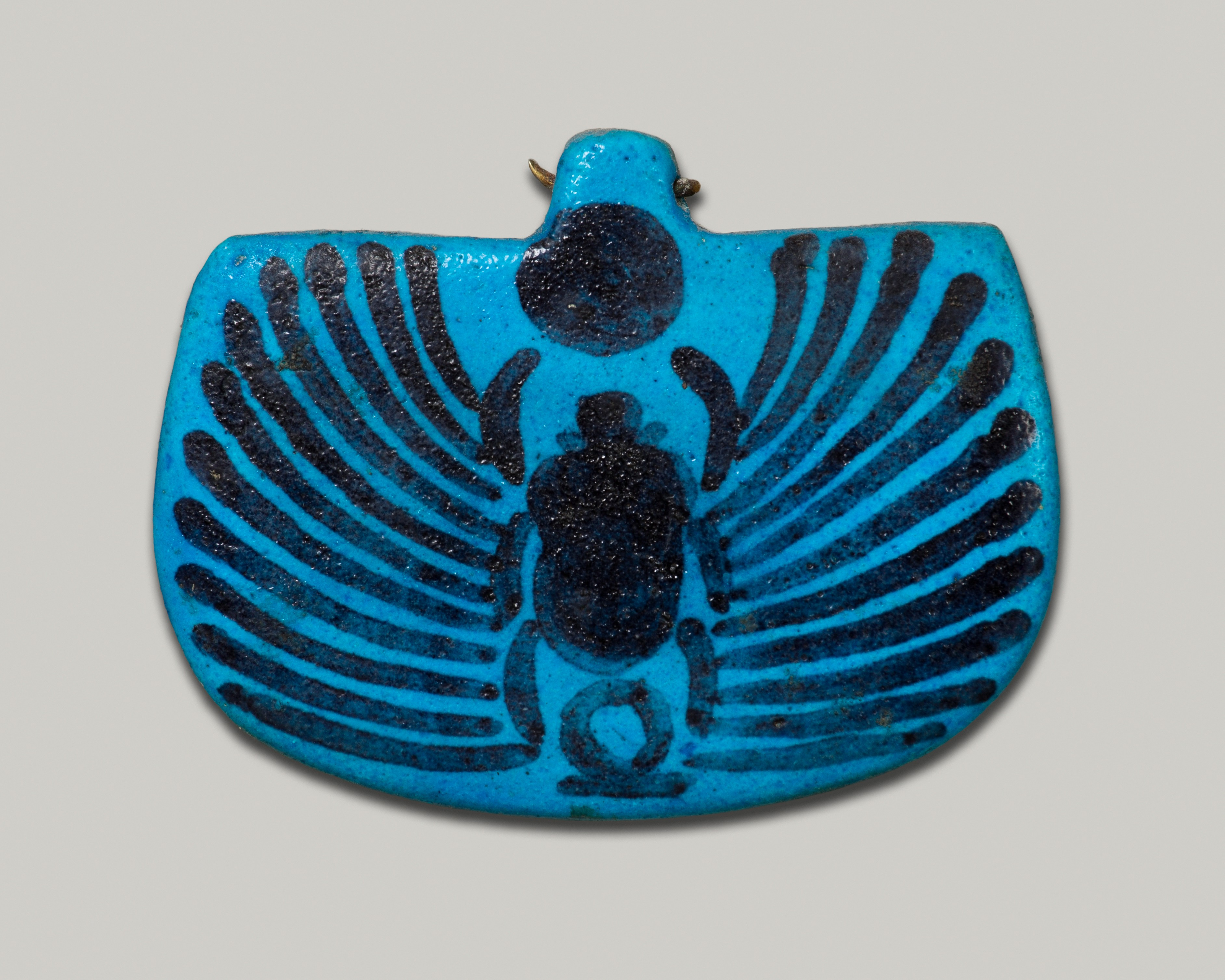
Escarabajo pectoral de Nany, en el MET de Nueva York.

## Muerte y entierro
La momia fue desvendada por Winlock y examinada por Winlock y Derry en 1929 o 1930. Nauny era bajita (aproximadamente 1,45 m) y gorda, al igual que otros dos hijos de Pinedjem, Henuttawy y el sumo sacerdote Masaharta. Tenía aproximadamente 70 años al fallecer.
La tumba tebana TT358, donde fue enterrada, perteneció originalmente a una reina de inicios de la XVIII dinastía, Ahmose-Meritamón, hermana y esposa de Amenhotep I. La tumba fue restaurada por Pinedjem en el 19º año de su reinado y reutilizada para el entierro de Nauny más tarde; según Winlock, una generación más tarde, porque los responsables del funeral de Nauny no conocían el plano original de la tumba.
Los ataúdes policromados de sicomoro de Nauny fueron originalmente hechos para su madre. Entre los objetos hallados en su tumba había 392 ushebtis (en siete cajas), un escarabeo, una estatuilla de Osiris y una copia del Libro de los muertos dentro de la estatuilla, que era hueca.